# Cheiridium brasiliense
Cheiridium brasiliense es una especie de arácnido del orden Pseudoscorpionida de la familia Cheiridiidae.

## Distribución geográfica
Se encuentra en Brasil.